# Julius von Lyncker
Friedrich Wilhelm August Julius von Lyncker (* 28. November 1825 in Darmstadt; † 18. August 1907 in Wiesbaden) war ein preußischer Generalmajor.

## Leben

### Herkunft
Julius war ein Sohn des großherzoglich hessischen Generalmajors Ludwig von Lyncker (1780–1844) und dessen Ehefrau Luise, geborene Praun (1789–1852). Sein Vater war am 30. Mai 1835 durch Ludwig II. in den erblichen großherzoglich hessischen Adelsstand erhoben worden. Sein älterer Bruder Ludwig (1821–1882) wurde preußischer Generalleutnant.

### Militärkarriere
Lyncker besuchte das Gymnasium und die Militärschule in Darmstadt. Am 28. November 1841 trat er als Kanonier in das Artilleriekorps der Großherzoglich Hessischen Armee ein und avancierte bis Ende August 1844 zum Leutnant. 1847/48 war er zu Ausbildungszwecken zur Waffendirektion und nach seiner Beförderung zum Oberleutnant ab Oktober 1848 zur 3. Artillerie-Brigade der Preußischen Armee kommandiert. 1849 nahm Lyncker bei der Niederschlagung der Badischen Revolution an den Gefechten bei Weinheim, Großsachsen, Sinzheim sowie Gernsbach teil und wurde mit dem Ritterkreuz des Ludwigsordens ausgezeichnet. Anfang Februar stieg er zum Hauptmann und Batteriechef auf und war ab Mai 1856 zugleich Mitglied der Offizierprüfungskommission. Am 3. Mai 1858 erfolgte seine Ernennung zum Chef der reitenden Artillerie. Daneben wirkte Lyncker ab Juni 1858 als Lehrer an der Kriegsschule in Darmstadt sowie ab September 1861 als Mitglied der Remontekommission der Provinz Rheinhessen. Im Herbst 1864 und 1865 war er zur Remontekommission nach Budapest kommandiert.
Im Krieg gegen Preußen nahm Lyncker am Gefecht bei Tauberbischofsheim teil und wurde dafür am 18. September 1866 belobigt. Nach dem Krieg war er für fünf Monate zum Generalkommando des preußischen XI. Armee-Korps nach Kassel kommandiert und wurde am 1. Juni 1868 unter Beförderung zum Major Abteilungskommandeur. Am 11. Mai 1869 kommandierte man ihn zur Führung der II. Abteilung des Brandenburgischen Feldartillerie-Regiments Nr. 3 („General-Feldzeugmeister“). In dieser Stellung wurde Lyncker zu Beginn des Krieges gegen Frankreich in der Schlacht bei Spichern durch einen Kopfschuss schwer verwundet. Nach einem Lazarettaufenthalt nahm er an der Belagerung von Metz teil, erkrankte dort schwer und war erst nach dem Waffenstillstand wieder dienstfähig. Ausgezeichnet mit dem Eisernen Kreuz II. Klasse beauftragte man ihn nach dem Friedensschluss am 31. Oktober 1871 mit der Führung des Artilleriekorps, bevor er am 1. Januar 1872 mit seinem Dienstgrad als Major mit Patent vom 1. Juni 1868 in den Verband der Preußischen Armee übernommen wurde. Am 26. Oktober 1872 wurde Lyncker zur Führung der Divisionsartillerie des Garde-Feldartillerie-Regiments nach Berlin kommandiert und Anfang September 1872 zum Oberstleutnant befördert. Mit der Trennung der Korps- von der Divisionsartillerie wurde aus seinem Verband am 7. Mai 1874 das 2. Garde-Feldartillerie-Regiment errichtet. Er fungierte weiterhin als Kommandeur, stieg Ende März 1876 zum Oberst auf und wurde am 14. Februar 1878 unter Stellung à la suite seines Regiments als Kommandeur der 6. Feldartillerie-Brigade nach Breslau versetzt. In dieser Eigenschaft wurde Lyncker Mitte September 1882 zum Generalmajor befördert und am 6. Dezember 1883 unter Verleihung des Roten Adlerordens II. Klasse mit Eichenlaub mit Pension zur Disposition gestellt.
Lyncker verstarb unverheiratet in Wiesbaden.